# Temporada 1993-94 de los Atlanta Hawks
La temporada 1993-94 fue la vigesimosexta de los Atlanta Hawks en la NBA en su ubicación de Atlanta, la cuadragésimo quinta en la liga y la cuadragésimo octava desde su fundación. La temporada regular acabó con 57 victorias y 25 derrotas, ocupando el primer puesto de la Conferencia Este, clasificándose para los playoffs, en los que cayeron en semifinales de conferencia ante los Indiana Pacers.

## Elecciones en elDraft
| Ronda | Puesto | Jugador      | Posición | Nacionalidad   | Universidad   |
| ----- | ------ | ------------ | -------- | -------------- | ------------- |
| 1     | 15     | Doug Edwards | Alero    | Estados Unidos | Florida State |

## Temporada regular
| División Central      | División Central | División Central | División Central | División Central | División Central | División Central | División Central | División Central |
| Equipo                | G                | P                | %                | PD               | Casa             | Fuera            | Div              |                  |
| --------------------- | ---------------- | ---------------- | ---------------- | ---------------- | ---------------- | ---------------- | ---------------- | ---------------- |
| y-Atlanta Hawks       | 57               | 25               | .695             | –                | 36–5             | 21–20            | 21–7             |                  |
| x-Chicago Bulls       | 55               | 27               | .671             | 2                | 31–10            | 24–17            | 21–7             |                  |
| x-Indiana Pacers      | 47               | 35               | .573             | 10               | 29–12            | 18–23            | 15–13            |                  |
| x-Cleveland Cavaliers | 47               | 35               | .573             | 10               | 31–10            | 16–25            | 16–12            |                  |
| Charlotte Hornets     | 41               | 41               | .500             | 16               | 28–13            | 13–28            | 12–16            |                  |
| Detroit Pistons       | 20               | 62               | .244             | 37               | 10–31            | 10–31            | 4–24             |                  |
| Milwaukee Bucks       | 20               | 62               | .244             | 37               | 11–30            | 9–32             | 9–19             |                  |

## Playoffs

### Primera ronda
Atlanta Hawks  vs. Miami Heat
| Fecha       | Partido                           | Ciudad  |
| ----------- | --------------------------------- | ------- |
| 28 de abril | Atlanta Hawks 88, Miami Heat 93   | Atlanta |
| 30 de abril | Atlanta Hawks 104, Miami Heat 86  | Atlanta |
| 3 de mayo   | Miami Heat 90, Atlanta Hawks 86   | Miami   |
| 5 de mayo   | Miami Heat 89, Atlanta Hawks 103  | Miami   |
| 8 de mayo   | Atlanta Hawks 102, Miami Heat 91  | Atlanta |
|             | Atlanta Hawks gana las series 3-2 |         |

### Semifinales de Conferencia
Atlanta Hawks vs. Indiana Pacers
| Fecha      | Partido                              | Ciudad  |
| ---------- | ------------------------------------ | ------- |
| 10 de mayo | Atlanta Hawks 85, Indiana Pacers 96  | Atlanta |
| 12 de mayo | Atlanta Hawks 92, Indiana Pacers 69  | Atlanta |
| 14 de mayo | Indiana Pacers 101, Atlanta Hawks 81 | Indiana |
| 15 de mayo | Indiana Pacers 102, Atlanta Hawks 86 | Indiana |
| 17 de mayo | Atlanta Hawks 88, Indiana Pacers 76  | Atlanta |
| 19 de mayo | Indiana Pacers 98, Atlanta Hawks 79  | Indiana |
|            | Indiana Pacers gana las series 4-2   |         |

## Estadísticas

### Temporada regular
| Rk | Jugador           | Edad | P  | PT | MP   | TC  | TCI  | %TC  | T3  | T3I | %T3  | TL  | TLI | %TL   | RO  | RD  | RT   | AS  | RB  | TAP | BP  | FP  | PTS  |
| -- | ----------------- | ---- | -- | -- | ---- | --- | ---- | ---- | --- | --- | ---- | --- | --- | ----- | --- | --- | ---- | --- | --- | --- | --- | --- | ---- |
| 1  | Mookie Blaylock   | 26   | 81 | 81 | 36.0 | 5.5 | 13.3 | .411 | 1.4 | 4.2 | .334 | 1.4 | 2.0 | .730  | 1.4 | 3.8 | 5.2  | 9.7 | 2.6 | 0.5 | 2.4 | 1.8 | 13.8 |
| 2  | Kevin Willis      | 31   | 80 | 80 | 35.8 | 7.8 | 15.7 | .499 | 0.1 | 0.3 | .375 | 3.4 | 4.7 | .713  | 4.2 | 7.9 | 12.0 | 1.9 | 1.0 | 0.5 | 2.4 | 3.1 | 19.1 |
| 3  | Danny Manning     | 27   | 26 | 25 | 35.6 | 6.8 | 14.3 | .476 | 0.0 | 0.1 | .333 | 2.1 | 3.2 | .651  | 1.9 | 4.6 | 6.5  | 3.3 | 1.8 | 1.0 | 3.3 | 3.6 | 15.7 |
| 4  | Dominique Wilkins | 34   | 49 | 49 | 34.4 | 8.8 | 20.3 | .432 | 1.2 | 4.0 | .308 | 5.6 | 6.6 | .854  | 2.4 | 3.8 | 6.2  | 2.3 | 1.3 | 0.4 | 2.4 | 1.8 | 24.4 |
| 5  | Stacey Augmon     | 25   | 82 | 82 | 31.8 | 5.4 | 10.5 | .510 | 0.0 | 0.1 | .143 | 4.1 | 5.3 | .764  | 2.2 | 2.6 | 4.8  | 2.3 | 1.8 | 0.5 | 1.8 | 2.2 | 14.8 |
| 6  | Craig Ehlo        | 32   | 82 | 0  | 26.2 | 3.9 | 8.6  | .446 | 0.9 | 2.7 | .348 | 1.4 | 1.9 | .727  | 0.9 | 2.5 | 3.4  | 3.3 | 1.7 | 0.3 | 1.6 | 2.0 | 10.0 |
| 7  | Jon Koncak        | 30   | 82 | 78 | 22.2 | 1.9 | 4.5  | .431 | 0.0 | 0.0 | .000 | 0.3 | 0.4 | .667  | 1.0 | 3.4 | 4.5  | 1.2 | 0.8 | 1.5 | 0.5 | 2.9 | 4.2  |
| 8  | Andrew Lang       | 27   | 82 | 0  | 19.6 | 2.6 | 5.6  | .469 | 0.0 | 0.0 | .250 | 0.9 | 1.3 | .689  | 1.5 | 2.3 | 3.8  | 0.6 | 0.5 | 1.1 | 1.0 | 2.3 | 6.1  |
| 9  | Duane Ferrell     | 28   | 72 | 13 | 16.0 | 2.6 | 5.3  | .485 | 0.0 | 0.1 | .111 | 2.0 | 2.6 | .783  | 0.9 | 0.9 | 1.8  | 0.9 | 0.6 | 0.2 | 0.9 | 1.2 | 7.1  |
| 10 | Ennis Whatley     | 31   | 82 | 1  | 12.2 | 1.5 | 2.9  | .508 | 0.0 | 0.1 | .000 | 0.6 | 0.8 | .788  | 0.3 | 0.9 | 1.2  | 2.2 | 0.7 | 0.0 | 1.0 | 1.1 | 3.6  |
| 11 | Adam Keefe        | 23   | 63 | 1  | 12.1 | 1.5 | 3.4  | .451 | 0.0 | 0.0 |      | 1.3 | 1.8 | .730  | 1.2 | 2.0 | 3.2  | 0.5 | 0.3 | 0.1 | 1.0 | 1.3 | 4.3  |
| 12 | Doug Edwards      | 23   | 16 | 0  | 6.7  | 1.1 | 3.1  | .347 | 0.0 | 0.1 | .000 | 0.6 | 1.0 | .563  | 0.4 | 0.7 | 1.1  | 0.5 | 0.1 | 0.3 | 0.4 | 0.6 | 2.7  |
| 13 | Paul Graham       | 26   | 21 | 0  | 6.1  | 1.0 | 2.7  | .368 | 0.1 | 0.6 | .231 | 0.6 | 0.8 | .765  | 0.2 | 0.4 | 0.6  | 0.6 | 0.2 | 0.2 | 0.2 | 0.5 | 2.8  |
| 14 | John Bagley       | 33   | 3  | 0  | 4.3  | 0.0 | 0.7  | .000 | 0.0 | 0.0 |      | 0.7 | 0.7 | 1.000 | 0.0 | 0.3 | 0.3  | 1.0 | 0.0 | 0.0 | 0.0 | 0.7 | 0.7  |
| 15 | Ricky Grace       | 26   | 3  | 0  | 2.7  | 0.7 | 1.0  | .667 | 0.0 | 0.0 |      | 0.0 | 0.7 | .000  | 0.0 | 0.3 | 0.3  | 0.3 | 0.0 | 0.0 | 0.0 | 1.0 | 1.3  |

### Playoffs
| Rk | Jugador         | Edad | P  | PT | MP   | TC  | TCI  | %TC  | T3  | T3I | %T3  | TL  | TLI | %TL  | RO  | RD  | RT   | AS  | RB  | TAP | BP  | FP  | PTS  |
| -- | --------------- | ---- | -- | -- | ---- | --- | ---- | ---- | --- | --- | ---- | --- | --- | ---- | --- | --- | ---- | --- | --- | --- | --- | --- | ---- |
| 1  | Danny Manning   | 27   | 11 | 11 | 38.7 | 7.6 | 15.6 | .488 | 0.0 | 0.0 |      | 4.7 | 6.0 | .788 | 2.5 | 4.5 | 7.0  | 3.4 | 1.4 | 0.8 | 2.4 | 3.5 | 20.0 |
| 2  | Mookie Blaylock | 26   | 11 | 11 | 37.7 | 4.4 | 12.8 | .340 | 2.0 | 5.8 | .344 | 2.3 | 2.7 | .833 | 1.5 | 3.5 | 5.0  | 8.9 | 2.2 | 0.5 | 2.9 | 2.0 | 13.0 |
| 3  | Kevin Willis    | 31   | 11 | 11 | 32.9 | 5.4 | 11.7 | .457 | 0.0 | 0.5 | .000 | 1.5 | 1.9 | .762 | 3.5 | 7.4 | 10.8 | 1.0 | 0.7 | 0.5 | 1.7 | 3.4 | 12.2 |
| 4  | Stacey Augmon   | 25   | 11 | 11 | 29.5 | 4.2 | 8.1  | .517 | 0.0 | 0.0 |      | 2.5 | 3.5 | .711 | 1.2 | 1.5 | 2.6  | 2.5 | 0.6 | 0.2 | 1.4 | 2.4 | 10.8 |
| 5  | Craig Ehlo      | 32   | 11 | 0  | 28.8 | 4.5 | 10.7 | .424 | 0.7 | 2.1 | .348 | 1.5 | 2.2 | .708 | 1.0 | 1.7 | 2.7  | 3.6 | 1.0 | 0.0 | 1.2 | 2.9 | 11.4 |
| 6  | Andrew Lang     | 27   | 11 | 0  | 21.3 | 2.6 | 5.7  | .460 | 0.0 | 0.1 | .000 | 1.5 | 2.0 | .773 | 1.4 | 2.9 | 4.3  | 0.5 | 0.5 | 1.8 | 1.4 | 3.2 | 6.8  |
| 7  | Jon Koncak      | 30   | 11 | 11 | 17.7 | 2.5 | 6.0  | .409 | 0.0 | 0.0 |      | 0.4 | 0.9 | .400 | 0.5 | 2.3 | 2.7  | 1.2 | 0.5 | 1.1 | 0.5 | 2.9 | 5.3  |
| 8  | Duane Ferrell   | 28   | 11 | 0  | 17.0 | 2.3 | 5.7  | .397 | 0.1 | 0.4 | .250 | 2.5 | 3.3 | .750 | 2.0 | 0.8 | 2.8  | 1.5 | 0.5 | 0.3 | 0.5 | 2.2 | 7.1  |
| 9  | Ennis Whatley   | 31   | 11 | 0  | 10.3 | 0.8 | 2.5  | .321 | 0.0 | 0.0 |      | 0.5 | 0.7 | .750 | 0.3 | 1.0 | 1.3  | 1.1 | 0.6 | 0.0 | 0.8 | 1.6 | 2.2  |
| 10 | Adam Keefe      | 23   | 7  | 0  | 8.9  | 0.9 | 1.4  | .600 | 0.0 | 0.0 |      | 0.6 | 1.3 | .444 | 0.4 | 1.4 | 1.9  | 0.3 | 0.1 | 0.1 | 0.6 | 1.3 | 2.3  |
| 11 | Doug Edwards    | 23   | 1  | 0  | 3.0  | 0.0 | 0.0  |      | 0.0 | 0.0 |      | 0.0 | 0.0 |      | 0.0 | 0.0 | 0.0  | 0.0 | 0.0 | 1.0 | 0.0 | 0.0 | 0.0  |
| 12 | Paul Graham     | 26   | 1  | 0  | 2.0  | 1.0 | 2.0  | .500 | 0.0 | 1.0 | .000 | 0.0 | 0.0 |      | 0.0 | 0.0 | 0.0  | 0.0 | 0.0 | 0.0 | 0.0 | 0.0 | 2.0  |

## Galardones y récords
| Jugador/Entrenador | Galardón                                    |
| Lenny Wilkens      | Entrenador del Año de la NBA                |
| Dominique Wilkins  | 3.er Mejor quinteto de la NBA All-Star      |
| Mookie Blaylock    | Mejor quinteto defensivo de la NBA All-Star |